# Rhipidoglossum rutilum
Rhipidoglossum rutilum é uma espécie de orquídea, família Orchidaceae, que existe em 26 paísesa da África tropical. Trata-se de planta epífita, monopodial com caule que mede pelo menos vinte centímetros de comprimento e tem folhas alternadas ao longo de todo o caule; cujas pequenas flores tem um igualmente pequeno nectário sob o labelo.

## Publicação e sinônimos
- Rhipidoglossum rutilum (Rchb.f.) Schltr., Beih. Bot. Centralbl. 36(2): 81 (1918).

Sinônimos homotípicos:
- Aeranthes rutilus Rchb.f., Flora 68: 382 (1885).
- Mystacidium rutilum (Rchb.f.) T.Durand & Schinz, Consp. Fl. Afric. 5: 54 (1894).
- Diaphananthe rutila (Rchb.f.) Summerh., Kew Bull. 14: 143 (1960).
- Angraecopsis rutila (Rchb.f.) R.Rice, Prelim. Checklist & Survey Subtrib. Aerangidinae (Orchidac.): 22 (2005).

Sinônimos heterotípicos:
- Listrostachys gabonensis Rolfe in D.Oliver & auct. suc. (eds.), Fl. Trop. Afr. 7: 161 (1897).
- Listrostachys multiflora Rolfe in D.Oliver & auct. suc. (eds.), Fl. Trop. Afr. 7: 162 (1897).
- Angraecum woodianum Schltr., Bot. Jahrb. Syst. 26: 343 (1899).
- Listrostachys margaritae De Wild., Not. Pl. Util. Congo 1: 150 (1903).
- Angraecum erectocalcaratum De Wild., Bull. Jard. Bot. État Bruxelles 5: 186 (1916).
- Diaphananthe margaritae (De Wild.) Schltr., Beih. Bot. Centralbl. 36(2): 98 (1918).
- Rhipidoglossum woodianum (Schltr.) Schltr., Beih. Bot. Centralbl. 36(2): 81 (1918).
- Tridactyle erectocalcarata (De Wild.) Schltr., Beih. Bot. Centralbl. 36(2): 144 (1918).
- Chamaeangis schliebenii Mansf., Notizbl. Bot. Gart. Berlin-Dahlem 11: 809 (1933).
- Rhipidoglossum erectocalcaratum (De Wild.) Summerh., Kew Bull. 3: 277 (1948).
- Diaphananthe erectocalcarata (De Wild.) Summerh., Kew Bull. 14: 143 (1960).